# Adam Reusner
Adam Reusner, auch Reißner, Reisnerus, Oryzius, Orycius (* 1471 oder 1496 in Mindelheim; † 1563 oder 1582 in Mindelheim?), war ein deutscher Mystiker und Dichter.

## Leben
Reusners Lebensdaten sind nicht in vollem Umfang erschlossen. Während Zedler definitive Jahreszahlen angibt, verwenden andere Nachschlagewerke geschätzte Jahreszahlen. Sicher ist, dass er zuerst 1518 an der Universität Heidelberg studierte und dort ein Schüler von Johannes Reuchlin war, von dem er das Hebräisch und das Griechische erlernte. 1523 begab er sich an die Universität Wittenberg, wo er unter anderem mit Martin Luther, Philipp Melanchthon, Justus Jonas dem Älteren bekannt wurde und ein Studium der Theologie verfolgte. Danach war er Geheimschreiber des Feldhauptmanns Georg von Frundsberg, später Privatgelehrter in Straßburg und Frankfurt am Main.
Von 1526 bis 1528 war Reusner als Geheimschreiber mit deutschen Landsknechten in Italien bei deren Anführer Georg von Frundsberg, wo er unter anderem die Erstürmung und Plünderung Roms erlebte. Er wurde in Straßburg Anhänger der spiritualistischen Richtung des Kaspar Schwenckfeld und lehrte dort dessen Theologie. Reusner war Übersetzer antiker und biblischer Texte sowie (sprachkundiger) Berater Schwenckfelds, dessen Werke er postum herausgab. In Mindelheim arbeitete er von 1532 bis 1548 als Stadtschreiber. Diesen Posten verlor er aber infolge des Schmalkaldischen Krieges.
Als Privatgelehrter verfasste er (als geschichtliche Quelle interessante) historische und theologische Werke, darunter eine endzeitlich gestimmte „antipäpstliche Weltgeschichte“, die mit dem geschichtsdeutenden Schema von Prophezeiung (des „Antichrists“) und Erfüllung (im zeitgenössischen römischen Papsttum) arbeitet. Später wurde er als Liederdichter bekannt. Er übersetzte Psalmentexte aus dem Hebräischen ins Deutsche. Seine Nachdichtungen fanden u. a. Eingang in den Psalter von Sigmund Hemmel. Sein Kirchenlied In dich hab ich gehoffet, Herr (EG 275 nach Ps 31 ) ist noch heute im Evangelischen Gesangbuch zu finden.
Margit Ksoll-Marcon urteilt zusammenfassend: „Die historischen wie die theologischen Arbeiten sind von Mystizismus, Schwenkfelds Spiritualismus und Reuchlins Kabbalistik geprägt. Methodisch bewegen sich seine Werke auf der symbolisch-mystischen Auslegung, die bis in alle Kleinigkeiten durchgeführt wird. Er darf darin als einer der konsequentesten Schüler Reuchlins angesehen werden.“

## Gedenktag
9. August im Evangelischen Namenkalender.

## Werke
- Adam Kys, Johann Reusner, Christian Dreier: Disputationum adversus pontificios decima tertia de primatu Romani pontificis exhibens thesin catholicam [...] svb praesidio Christiani Dreieri [...] examini publico subjicit Adamus Kys, Sarvarino-Ung. ad diem 25 Januarij [...]. Typis Reusnerianis, Regiomonti [[[Königsberg (Preußen)|Königsberg]]] M.DC.XLVII. [nach dem 25. Januar 1647] (antikatholische Disputationen).
- Gesangbuch. Hrsg. und in Zusammenarbeit mit Ute Evers kommentiert von Johannes Janota. Niemeyer, Tübingen 2004, ISBN 3-484-16512-X:
  - Gesangbuch. Teil 1. Faksimile der Augsburger Handschrift [1554] (= Studia Augustana. Bd. 12). 2004.
  - Gesangbuch. Teil 2. Kommentar zur Augsburger Handschrift (= Studia Augustana. Bd. 13). 2004.
- Romische Historia nach der Apostel Zeitt bis auf jungste Eroberung der Stat Rom, 1527. Geschichten aller Bischof zu Rom sampt der Teutschen Kaiser, Kunig, Fürsten und Volcker des christlichen Namens von Anfang her biß auff des sechs und fünftzigst Jar volführt. Antwurt und Gegenbericht auff die drei Schmachbüchlein Flacius Illyricus wider den Edlen und hochgelehrten Herrn Casparn Schwenkfeld von Ossing, Gezeugen der Glorien Christi hat lassen außgeen durch etliche Liebhaber der Worte Gottes on alle Schmachred geschrieben. 1554.
- Ierusalem, die Alte Haubtstat der Juden, wie sie vor der letzten Zerstoerung auff hohem Gebirg mitten in der Welt als das jrrdische Paradeyß ein Vorbildt der ewigen Statt Gottes war Frankfurt am Main 1563.
- Von den Wunderwerken Jesu Christi. 1565.
- Dass Jesus der wahre Messias sei. 1566.
- Die Psalmen Davids aus dem Hebräischen ins Deutsche übersetzt, nebst kurzen Anmerkungen. Frankfurt 1568.
- Historia der Herren Georg und Kaspar von Frundsberg. Nach der 2. Aufl. von 1572 (= Voigtländers Quellenbücher. Bd. 66). Hrsg. von Karl Schottenloher. Voigtländer, Leipzig 1913 (hervorzuheben ist die Abfassung in Deutsch). Digitalisat (MDZ) nach der 1. Aufl. bei Rab, Han und Feyerabend Frankfurt Main 1568

## Vertonungen
Von den zahlreichen Nachdichtungen Reusners wurde z. B. Psalm 31 vertont durch Heinrich Schütz (1628), Hans Studer (1953 und 1962), Wolfgang Helbich (1967), Friedrich Zipp (vor 1997).